# مرده یا زنده ایکس‌تریم ۳
مرده یا زنده ایکس‌تریم ۳ (به انگلیسی: Dead or Alive Xtreme 3) یک بازی ویدئویی ورزشی از مجموعه بازی‌های مرده یا زنده است که توسط استودیوی تیم نینجا توسعه یافته و به‌وسیلهٔ کُوئه تکمو در ۲۴ مارس ۲۰۱۶ برای پلی‌استیشن ۴ و پلی‌استیشن ویتا منتشر شده‌است. مرده یا زنده ایکس‌تریم ۳ سومین قسمت اصلی از مجموعه بازی‌های والیبال ساحلی مرده یا زنده ایکس‌تریم و ادامه‌ای بر نسخه مرده یا زنده ایکس‌تریم ۲ در سال ۲۰۰۶ است. بر طبق مجله ژاپنی فامیتسو، دو نسخه از بازی عنوان‌های متفاوتی دارند، نسخه پلی‌استیشن ویتا با اسم رمز ونوس و نسخه پلی‌استیشن ۴ نیز با عنوان فورچن معرفی شده‌اند.یک نسخه مرورگر وب رایانه شخصی تحت نام مرده یا زنده ایکس‌تریم تعطیلات ونوس در سال ۲۰۱۷ در دسترس قرار گرفت. یک نسخهٔ سازگار و به‌روزرسانی شده از این بازی تحت عنوان مرده یا زنده ایکس‌تریم ۳: اسکارلت در سال ۲۰۱۹ برای کنسول‌های پلی‌استیشن ۴ و نینتندو سوئیچ عرضه شد.

## شخصیت‌ها
نه شخصیت اصلی زن قابل بازی از بین فهرست پانزده شخصیت نامزد از نسخه مرده یا زنده ۵ انتخاب شده‌اند، مواردی که تم‌های پرداختی شخصیت‌هایی که بیشترین دانلود را توسط طرفداران در فروشگاه پلی‌استیشن داشته‌اند، اما تنها دانلودهای کشور ژاپن محاسبه شده‌است. دو شخصیت برتر لیست نیز به عنوان جایزه بر روی جلد بازی نمایش داده می‌شوند. این نتایج در نمایشگاه توکیو گیم شو سال ۲۰۱۵ اعلام گردید.
1. ماری رُز (۱۷٫۶٪)
2. هونوکا (۱۴٫۹٪)
3. کاسومی (۱۲٪)
4. آیانه (۸٫۲٪)
5. کوکورو (۸٪)
6. نِیوتینگو (۷٫۶٪)
7. هیتومی (۵٫۹٪)
8. مومیجی (۵٫۱٪)
9. هلنا داگلاس (۴٫۹٪)

شخصیت‌های انحصاری مرده یا زنده ایکس‌تریم تعطیلات ونوس. تنها لی‌فانگ و شخصیت جدید میساکی به‌طور انحصاری در نسخه اسکارلت اضافه شده‌اند:
1. میساکی
2. لونا
3. تاماکی
4. لی‌فانگ (در ابتدا در رتبه ۱۰ فاقد صلاحت شناخته شد، ۴٫۷٪)
5. ناگیسا
6. فیونا
7. کانا
8. مونیکا
9. سایوری
10. پتی
11. تسوکاشی
12. لوبلیا
13. نانامی
14. الیس
15. کوهارو
16. تینا آرمسترانگ (ابتدا در رتبه ۱۱ فاقد صلاحت شناخته شد، ۳/۸؛ بعداً در نظرسنجی چهارمین سالگرد تعطیلات ونوس فامیستو رتبه ۲، ۱۰۹٪ راکسب کرد)
17. امی
18. شاندی
19. یوکینو
20. رِیکا
21. مگ
22. شیزوکو